# Felipe Wu
Felipe Almeida Wu (San Paolo, 11 giugno 1992) è un tiratore a segno brasiliano, vincitore di una medaglia d'argento ai Giochi olimpici di Rio de Janeiro 2016.

## Palmarès
- Giochi olimpici

Rio de Janeiro 2016: argento nella Pistola 10 metri aria compressa